# Campionati del mondo di ciclismo su pista 2018 - Inseguimento individuale femminile
La gara di inseguimento individuale femminile ai Campionati del mondo di ciclismo su pista 2018 si è svolta il 3 marzo 2018.

## Risultati

### Qualificazioni
I migliori due tempi si qualificano per la finale per l'oro, il terzo e il quarto tempo si qualificano per la finale per il bronzo.
| Pos. | Atleta               | Nazione       | Tempo    | Gap     | Note |
| ---- | -------------------- | ------------- | -------- | ------- | ---- |
| 1    | Chloé Dygert         | Stati Uniti   | 3:20.072 |         | Q    |
| 2    | Annemiek van Vleuten | Paesi Bassi   | 3:29.319 | +9.247  | Q    |
| 3    | Lisa Brennauer       | Germania      | 3:32.485 | +12.413 | q    |
| 4    | Kelly Catlin         | Stati Uniti   | 3:33.084 | +13.012 | q    |
| 5    | Justyna Kaczkowska   | Polonia       | 3:33.675 | +13.603 |      |
| 6    | Kirstie James        | Nuova Zelanda | 3:34.150 | +14.078 |      |
| 7    | Ellie Dickinson      | Gran Bretagna | 3:34.507 | +14.435 |      |
| 8    | Silvia Valsecchi     | Italia        | 3:35.395 | +15.323 |      |
| 9    | Emily Nelson         | Gran Bretagna | 3:35.519 | +15.447 |      |
| 10   | Gudrun Stock         | Germania      | 3:36.438 | +16.366 |      |
| 11   | Annie Foreman-Mackey | Canada        | 3:36.475 | +16.403 |      |
| 12   | Martina Alzini       | Italia        | 3:36.692 | +16.620 |      |
| 13   | Bryony Botha         | Nuova Zelanda | 3:38.065 | +17.993 |      |
| 14   | Marion Borras        | Francia       | 3:38.392 | +18.320 |      |
| 15   | Kinley Gibson        | Canada        | 3:39.328 | +19.256 |      |
| 16   | Pia Pensaari         | Finlandia     | 3:39.517 | +19.445 |      |
| 17   | Annelies Dom         | Belgio        | 3:40.781 | +20.709 |      |
| 18   | Ina Savenka          | Bielorussia   | 3:40.882 | +20.810 |      |
| 19   | Yuya Hashimoto       | Giappone      | 3:43.676 | +23.604 |      |
| 20   | Marie Le Net         | Francia       | 3:44.023 | +23.951 |      |
| 21   | Nikola Rozynska      | Polonia       | 3:51.359 | +31.287 |      |
| 22   | Yang Qianyu          | Hong Kong     | 3:55.709 | +35.637 |      |

### Finali
| Pos.                 | Atleta               | Nazione     | Tempo    | Gap    | Note |
| -------------------- | -------------------- | ----------- | -------- | ------ | ---- |
| Finale per l'oro     |                      |             |          |        |      |
| 1                    | Chloé Dygert         | Stati Uniti | 3:20.060 |        | WR   |
| 2                    | Annemiek van Vleuten | Paesi Bassi |          |        | OVL  |
| Finale per il bronzo |                      |             |          |        |      |
| 3                    | Kelly Catlin         | Stati Uniti | 3:34.658 |        |      |
| 4                    | Lisa Brennauer       | Germania    | 3:35.920 | +1.262 |      |

Nota: DNF ritirata, DSQ squalificata, OVL sorpassata, WR record del mondo